# Guilherme Kerr Neto
Guilherme Kerr Neto (Araraquara, 30 de agosto de 1953) é um cantor, compositor, produtor musical, multi-instrumentista, arranjador brasileiro,[carece de fontes?] conhecido por ser um dos músicos mais conceituados da música brasileira cristã.
Ex-integrante do Vencedores por Cristo, escrevendo e gravando, inclusive, o disco De Vento em Popa. No mesmo ano, participou do disco Nova Jerusalém, o trabalho de estreia do Grupo Elo. É autor de várias canções notórias no meio cristão, especialmente "Teus Altares" (com Jorge Camargo).

## Discografia
Solo
- 1984: Nos Caminhos Desta Vida
- 1985: Vento Livre
- 1987: Da Liberdade
- 1988: Eram Doze
- 1989: Adoração Comunitária
- 1989: O Semeador
- 1990: Estações do Amor
- 1991: Canções Comunitárias
- 1992: Cantata Luz
- 2000: O Melhor de Guilherme Kerr
- 2000: Doce Nome
- 2005: Consola meu Povo
- 2011: Te Vejo, Poeta